# Aves endémicas de las islas Galápagos
Este artículo sobre aves endémicas de Islas Galápagos  forma parte de una serie de los que informa sobre el endemismo en las aves en varias zonas zoogeográficas del Mundo. Para una visión sobre el tema y otras zonas vea endemismo en las aves. 
Los nombres comunes usados aquí provienen de la lista de nombres estandarizados propuestos por la SEO (si están entre paréntesis), o provienen de otra fuente (si están entre corchetes).

## Patrones de endemismo
Sólo un grupo taxonómico superior, la tribu Geospizini (de la familia Emberizidae), es endémico de las Islas Galápagos.

## Áreas de aves endémicas
Birdlife International ha definido como Área de Endemismo de Aves (EBA) a las Islas Galápagos (cuyo código de identificación EBA es 031):
La siguiente es una lista de los taxones endémicos de la fauna de las islas Galápagos:

## A nivel especie

### Especies con endemismo estricto
- Butorides sundevalli, (Garza enana de Galápagos)
- Buteo galapagoensis, (Gavilán de Galápagos)
- Laterallus spilonotus, (Polluela de Galápagos)
- Leucophaeus fuliginosus, (Gaviota de lava)
- Myiarchus magnirostris, (Copetón de Galápagos)
- Phalacrocorax harrisi, (Cormorán Mancón)
- Progne modesta, (Golondrina de Galápagos)
- Spheniscus mendiculus, (Pingüino de Galápagos)
- Zenaida galapagoensis, (Zenaida de Galápagos)
- Nesomimus parvulus, (Sinsonte de Galápagos)
- Nesomimus trifasciatus, (Sinsonte de Floreana)
- Nesomimus macdonaldi, (Sinsonte de Española)
- Nesomimus melanotis, (Sinsonte de San Cristóbal)
- Camarhynchus psittacula, [Pinzón de Darwin Insectívoro Grande]
- Camarhynchus pauper, [Pinzón de Darwin Insectívoro Mediano]
- Camarhynchus parvulus, [Pinzón de Darwin Insectívoro Pequeño]
- Camarhynchus pallidus, [Pinzón de Darwin Carpintero]
- Camarhynchus heliobates, [Pinzón de Darwin de los Mangles]
- Certhidea olivacea, [Pinzón de Darwin Oliváceo]
- Geospiza magnirostris, [Pinzón de Darwin Grande]
- Geospiza fortis, [Pinzón de Darwin Mediano]
- Geospiza fuliginosa, [Pinzón de Darwin Pequeño]
- Geospiza difficilis, [Pinzón de Darwin de Pico Afilado]
- Geospiza scandens, [Pinzón de Darwin de los Cactus]
- Geospiza conirostris, [Pinzón de Darwin de los Cactus Grande]
- Platyspiza crassirostris, [Pinzón de Darwin Vegetariano]

### Especies con endemismo reproductivo
- Creagrus furcatus, (Gaviota tijereta)
- Phoebastria irrorata, (Albatros ondulado)
- Pterodroma phaeopygia, (Fardela gris parda)
- Puffinus subalaris, (Pardela de Galápagos)

## A nivel subespecie

### Subespecies con endemismo estricto
- Geospiza difficilis septentrionalis, [Pinzón Vampiro]
- Asio flammeus galapagoensis, (Búho campestre de las Galápagos)
- Haematopus palliatus galapagoensis, (Ostrero americano de las Galápagos)
- Pelecanus occidentalis urinator, (Pelícano pardo de las Galápagos)